# Il giardino degli Hoschedé a Montgeron
Il giardino di Hoschedé a Montgeron è un dipinto a olio su tela (172x192 cm) realizzato nel 1877 dal pittore francese Claude Monet. È conservato nel Museo dell'Ermitage di San Pietroburgo.
Probabilmente nella primavera del 1876, il pittore, mentre si stava recando a Parigi, incontrò il mercante Ernest Hoschedé, il quale gli commissionò alcuni quadri.